# NGC 2096
NGC 2096 ist ein offener Sternhaufen im Sternbild Dorado in der Großen Magellanschen Wolke.
Das Objekt wurde zwischen November 1836 und März 1837 von dem britischen Astronomen John Herschel entdeckt.